# Torreón del Gran Prior
El Torreón del Gran Prior es una torre fortificada de la localidad española de Alcázar de San Juan, en la provincia de Ciudad Real.

## Descripción
Se ubica en el número 6 de la calle de Don Quijote de la localidad ciudadrealeña de Alcázar de San Juan, en Castilla-La Mancha. Su construcción se remonta al siglo XIII. Es una torre almohade de planta cuadrangular con tres alturas a las que se accede mediante una escalera de caracol.
El 30 de noviembre de 1990, fue declarado Bien de Interés Cultural, con la categoría de monumento, en un real decreto publicado el 4 de diciembre de ese mismo año en el Boletín Oficial del Estado, con la rúbrica del rey Juan Carlos I y el entonces ministro de Cultural Jorge Semprún Maura.